# Guerra Civil de Guinea Bissau
La Guerra Civil de Guinea Bissau es va lliurar entre el 7 de juny de 1998 fins al 10 de maig de 1999, i va ser provocat per un intent de cop d'Estat contra el govern del President João Bernardo Vieira dirigida per general de brigada Ansumane Mané. Les forces del govern, recolzades pels estats veïns, es van enfrontar amb els líders del cop que havien assolit ràpidament el control gairebé total de les forces armades del país.
El conflicte va provocar la mort de centenars de persones, si no milers, i el desplaçament de centenars de milers. Un eventual acord de pau al novembre de 1998 preveia un govern d'unitat nacional i noves eleccions el pròxim any. No obstant això, un brot posterior i breu de lluita al maig de 1999 va acabar amb la destitució de Vieira el 10 de maig de 1999, qui va signar una rendició incondicional.

## Tensió pre-conflicte
Guinea Bissau va obtenir la independència el 1974. El gener de 1998, deu separatistes de la regió senegalesa de Casamance van ser assassinats, i unaltres quaranta van ser detinguts, després d'enfrontaments amb les Forces Armades de Guinea Bissau en dues ciutats de la frontera nord del país.

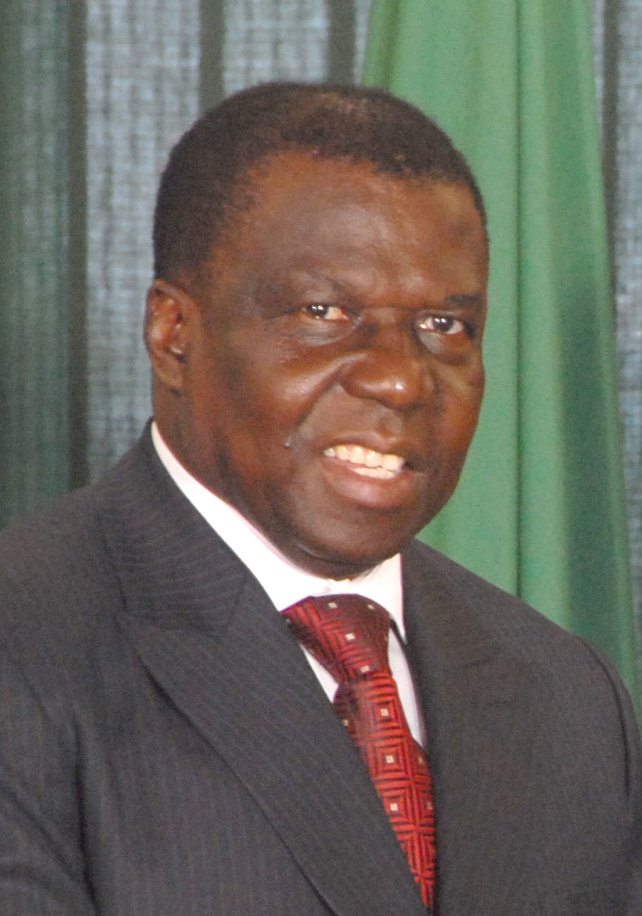
João Bernardo "Nino" Vieira, President de Guinea Bissau (1980-1999)

Les forces armades desplegaren reforços al llarg de la frontera amb Casamance per evitar que els separatistes entressin al país. Al final de gener, després de la presa a Guinea Bissau d'un dipòsit d'armes, un grup d'oficials de les forces armades van ser detinguts per càrrecs de subministrar armes als separatistes de Casamance.
A principi de febrer de 1998, el ministre de Defensa va anunciar la suspensió del Cap d'estat major de les forces armades, Brigadier General Ansumane Mané per motius d'incompliment del deure en vista del fet que les armes confiscades al mes anterior havia estat preses d'un dipòsit militar de les forces armades de Guinea Bissau.
Al març de 1998, arran de la protesta per l'oposició pels retards en l'organització de les eleccions legislatives, es va establir una comissió electoral nacional independent. Les eleccions s'havien de celebrar en juliol. A l'abril, Mané va acusar públicament al ministre de Defensa i a un grup d'oficials de les forces armades de la participació en el tràfic d'armes als separatistes de Casamance. En la Sisè Congrés del PAIGC celebrat maig de 1998, el president João Bernardo Vieira va ser reelegit president del partit.

## Cop i guerra civil (1998-1999)
Vieira va destituir al suspès Mané i va nomenar al general Humberto Gomes per substituir-lo el 6 de juny de 1998. El 7 de juny tropes rebels dirigides per Ansumane Mané van prendre el control de les casernes militars de Bissau i altres llocs estratègics de la ciutat, inclòs l'aeroport internacional. Immediatament Mané va exigir la dimissió de Vieira i la seva administració i la celebració d'eleccions lliures i democràtiques el juliol. Amb el suport de 1.300 soldats senegalesos i 400 soldats guineans, tropes lleials al govern van intentar infructuosament recuperar el control de les àrees de la ciutat sota control rebel i es van produir forts enfrontaments.
En els següents dies més de 3.000 ciutadans estrangers van ser evacuats de la capital en vaixell cap a Senegal. S'estima que més de 200.000 residents de Bissau van fugir de la ciutat, el que va provocar temors d'un desastre humanitari, amb les hostilitats impedint a les organitzacions d'ajuda d'emergència la distribució d'aliments i subministraments mèdics als refugiats. La lluita va continuar fins al juliol, amb moltes desercions de membres de les forces armades de Guinea Bissau per unir-se als rebels, segons els informes.
El 26 de juliol, per la mediació d'una delegació de la Comunitat de Països de Llengua Portuguesa (CPLP), el govern i els rebels van acordar implementar una treva. El 25 d'agost representants del govern i dels rebels es van reunir sota els auspicis de la CPLP i CEDEAO a l'illa de Sal, Cap Verd, on es va arribar a un acord per transformar la treva existent en una alto el foc. L'acord preveia la reobertura de l'aeroport internacional i el desplegament de forces internacionals per mantenir i supervisar l'alto el foc.
El setembre del 1998 es van reprendre les converses entre el govern i els rebels a Abidjan, Costa d'Ivori. Els rebels van exigir que totes les forces del Senegal i Guinea fossin retirades del país com a condició prèvia per a un acord de pau definitiu, que va ser rebutjada pel govern. Els rebels, per la seva banda, van rebutjar una proposta per a l'establiment per Senegal d'una zona tampó dins el territori de Guinea Bissau al llarg de la frontera amb Casamance.
A l'octubre, els rebels van acordar una proposta del Govern per a la creació d'una zona desmilitaritzada que separés les forces d'oposició a la capital. Abans que la proposta pogués ser aprovada formalment, l'alto el foc es va ensorrar en reproduir-se els combats a la capital i altres ciutats. El 20 d'octubre, el govern va imposar un toc de queda a tot el país, i l'endemà el president Vieira va declarar un alto el foc unilateral.
En aquest moment gairebé totes les tropes del govern havien desertat i s'havien posat al costat de les forces rebels, que es calcula que controlaven aproximadament el 99% del país. El 23 d'octubre, el general de brigada Mané va acordar observar una treva de 48 hores per donar Vieira temps de clarificar les seves propostes per a un acord de pau negociat, i l'acord va ser aconseguit posteriorment per converses directes que tindrien lloc a Banjul, Gàmbia. En les converses, que van tenir lloc el 29 d'octubre, els rebels van confirmar que no buscarien la renúncia de Vieira.
Les noves converses celebrades sota els auspicis de la CEDEAO a Abuja, Nigèria van donar com a resultat la signatura d'un acord de pau l'1 de novembre. Sota els termes d'acord, les dues parts van reafirmar l'alto-el-foc del 25 d'agost i es va resoldre la retirada de les tropes senegaleses i guineanes de Guinea Bissau, que es va realitzar simultàniament amb el desplegament d'una força d'interposició ECOMOG (forces de supervisió de la CEDEAO), que garantiria la seguretat a la frontera amb Senegal. També es va acordar l'establiment d'un govern d'Unitat Nacional que hi inclogués representants dels rebels i la celebració d'eleccions presidencials i legislatives a tot tardar el març de 1999.
A principis de novembre de 1998, es va aconseguir un acord sobre la composició d'una comissió executiva conjunta per aplicar l'acord de pau. Poc després la comissió va aprovar l'estructura del nou govern, que va ser integrat per deu ministres i set secretaris d'Estat. El 3 de desembre, Francisco Fadul va ser designat primer ministre i després Vieira i Mané van arribar a un acord sobre l'assignació de les carteres de les dues parts. El primer contingent de cent soldats de l'ECOMOG va arribar al final de desembre. Al mateix temps, el Consell de Seguretat va aprovar la resolució 1216 que fa una crida a ambdues parts a formar un govern d'unitat nacional i celebrar eleccions al març de 1999.

### 1999
El gener de 1999, Fadul va anunciar que les eleccions presidencials i legislatives no tindrien lloc al març, com es preveia en l'acord d'Abuja, i es retardarien fins al final de l'any. Al gener també es va aconseguir un acord entre el govern, els rebels i el CEDEAO sobre la força de la força d'interposició de l'ECOMOG, que tindria 710 soldats. També es va acordar un calendari per a la retirada de les tropes senegaleses i guineanes de Guinea Bissau. A la fi de gener, però, es van reprendre les hostilitats a la capital amb resultat de nombroses morts i el desplaçament d'uns 250.000 habitants. El 9 de febrer les converses entre el govern i els rebels tingueren com a resultat un acord sobre un alto-el-foc que preveia la retirada immediata de les tropes senegaleses i guineanes. En una reunió celebrada a Lomé, Togo, el 17 de febrer oão Bernardo Vieira i Ansumane Mané es van comprometre a no recórrer mai més al conflicte armat. El 20 de febrer es va anunciar el nou govern d'Unitat Nacional. El desarmament de les tropes rebels i de les lleials al president, segons preveu l'acord d'Abuja, va començar a principis de març. La retirada de les tropes de Senegal i Guinea es va acabar aquest mes després d'una pròrroga del termini del 28 de febrer al 16 de març a causa de problemes logístics. A l'abril es va publicar un informe de l'Assemblea Nacional Popular, que va exonerar Mané dels càrrecs de tràfic d'armes als rebels de Casamance. Encara que l'informe, que havia estat redactat el juny de 1998 quan van començar les hostilitats, demanava la reincorporació de mané com a cap de l'Estat Major de les Forces Armades, va revelar que la guàrdia presidencial del president Vieira havia estat fortament implicada en el tràfic d'armes. Posteriorment es va crear l'Oficina de les Nacions Unides pel Suport a la Consolidació de la Pau a Guinea Bissau per supervisar les eleccions generals i l'aplicació de l'Acord d'Abuja.

## Segon cop d'estat

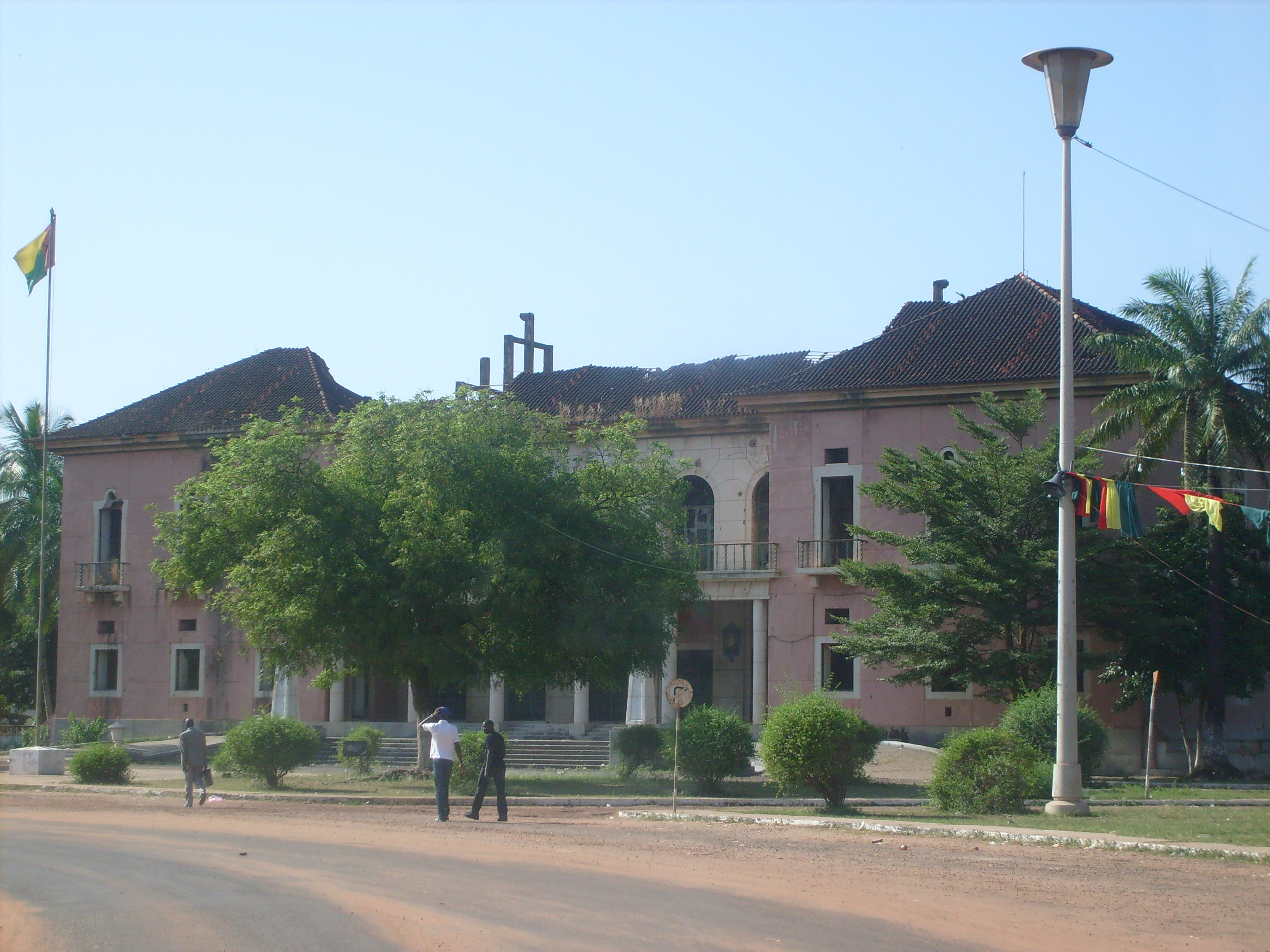
L'antic palau presidencial a Bissau danyat per la guerra i abandonat.

A principis de maig de 1999 Vieira va anunciar que les eleccions legislatives i presidencials tindran lloc el 28 de desembre. El 7 de maig, malgrat la condemna generalitzada de la comunitat internacional, el president João Bernardo Vieira va ser enderrocat per la junta militar rebel. La lluita havia esclatat a Bissau el dia anterior, quan les tropes rebels van prendre arsenals d'armes que s'havien guardat a l'aeroport internacional des del desarmament de les forces rivals al març. Els rebels, que van afirmar que la seva actuació havia estat motivada per la negativa de Vieira a permetre que es desarmés la guàrdia presidencial, van envoltar el palau presidencial, obligant-lo a rendir-se. Posteriorment Vieira es va refugiar a l'ambaixada de Portugal, on el 10 de maig es va signar la rendició incondicional.

## Transició posterior
El President de l'Assemblea Nacional Popular, Malam Bacai Sanhá, va ser nomenat president interí de la república fins que es van celebrar les eleccions. El Govern d'Unitat Nacional, inclosos els ministres designats per Vieira, van romandre en el càrrec. En una reunió aquell mes dels òrgans del PAIGC Manuel Saturnino da Costa va ser designat per substituir Vieira com a líder del partit. En una reunió tripartita realitzada a la fi de maig pels representants del govern, la junta militar i els partits polítics, es va acordar que Vieira havia de ser jutjat per la seva participació en el tràfic d'armes als separatistes de Casamance i per delictes polítics i econòmics relacionats amb les seves condicions en el càrrec. Vieira acordà anar a judici, però només després de rebre tractament mèdic a l'estranger, després de la qual cosa es va comprometre a tornar a Guinea Bissau. En una reunió de ministres d'Exteriors de la CEDEAO, celebrada a Togo d'aquest mes, es va condemnat el derrocament de Vieira i es van fer demandes perquè se li permetés sortir de Guinea Bissau. També es va decidir que les forces de l'ECOMOG es retirarien del país. Les tropes de l'ECOMOG van marxar a principis de juny. Aquest mes a Vieira se li permetia sortir de Guinea Bissau per rebre tractament mèdic a França. Sanhá va citar raons humanitàries per permetre la sortida de Vieira, però va insistir que tornaria per ser jutjat. En el mateix mes Sanhá va afirmar que les eleccions presidencials i legislatives tindran lloc el 28 de novembre. Al juliol es van introduir esmenes constitucionals que limitaven la durada del mandat presidencial a dos mandats i va abolir la pena de mort. També es va estipular que només podrien assolir als principals càrrecs públics els nascuts al país o fills de nacionals.
El 28 de novembre es van celebrar eleccions presidencials i legislatives amb la victòria le l'opositor Partit de Renovació Social (PRS), qui va obtenir 38 dels 102 i esdevé el partit amb major representació al'Assemblea Nacional Popular. El PAIGC només va obtenir 24 escons. El candidat presidencial de PRS, Kumba Ialá, va quedar en primer lloc amb el 38,81% dels vots. En una segona volta celebrada el 16 de gener de 2000 Ialá va derrotar fàcilment al president interí Malam Bacai Sanhá del PAIGC, amb el 72% dels vots. Va jurar el càrrec el 17 de febrer de 2000.